# Limnophila clavigera
Limnophila clavigera là một loài ruồi trong họ Limoniidae. Chúng phân bố ở miền Australasia.